# Herb Senegalu
Herb Senegalu przyjęty został w grudniu 1965 roku.
Herb ma barwy panafrykańskie i zwieńczony jest zieloną gwiazdą z senegalskiej flagi. Tarcza herbu jest dwudzielna w słup. W polu prawym (heraldycznie) czerwonym – wspięty złoty lew. W polu lewym złotym drzewo baobab, a pod nim zielona falista wstęga. Na wstędze pod herbem motto narodowe: Un peuple, un but, une foi (z fr. „Jeden lud, jeden cel, jedna wiara”). Tarcza okolona jest gałęziami palmowymi. U dołu tarczy insygnia Narodowego Orderu Lwa.
Autorem herbu była francuska heraldyk Suzanne Gauthier.